# Blutritt

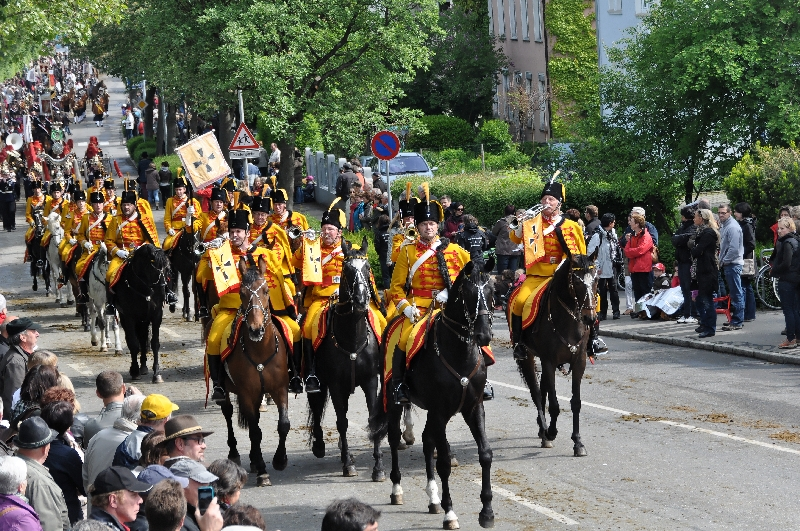
Blutritt w 2012

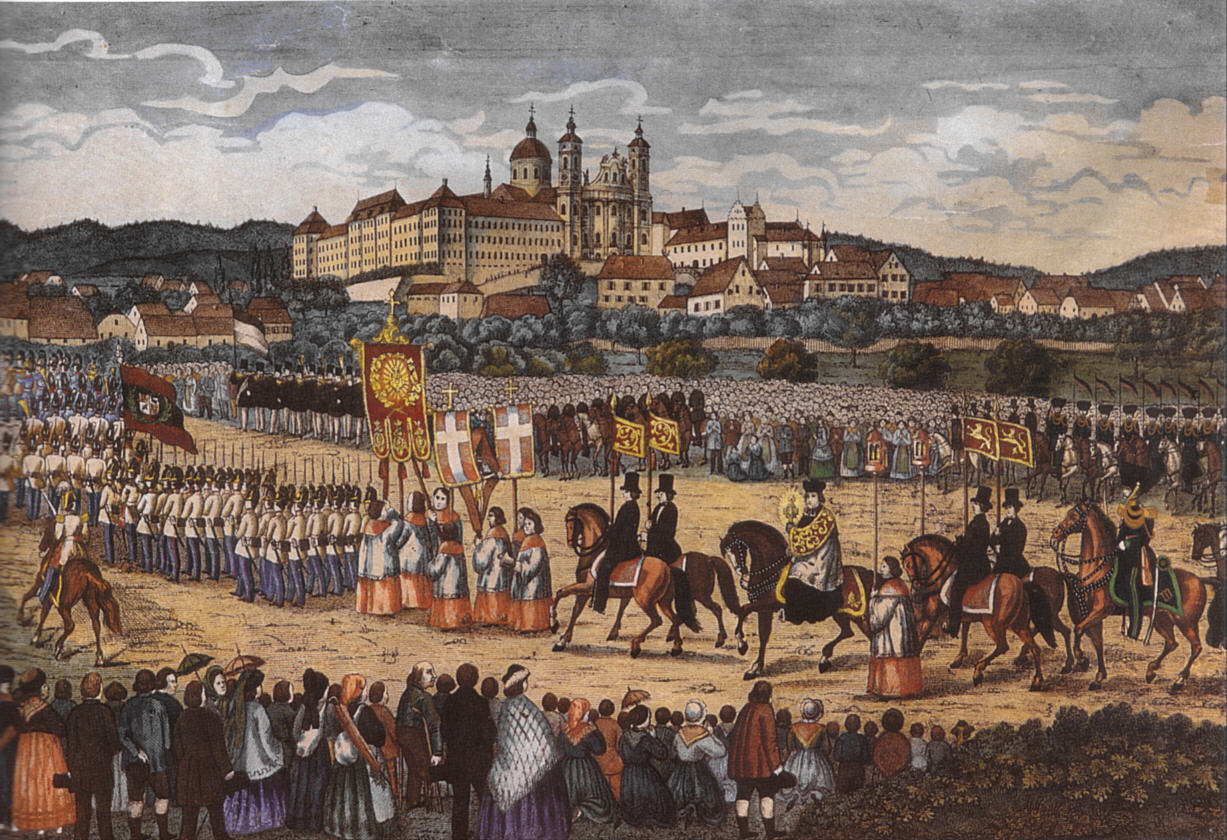
Blutritt po 1865

Blutritt – procesja z relikwiami krwi Chrystusa odbywająca się corocznie od co najmniej XVI w. w Weingarten w Niemczech, w kraju związkowym Badenia-Wirtembergia, w czasie uroczystości "krwawego piątku".

## Historia
W 1094 książę Bawarii Welf IV (I) i jego żona Judyta flandryjska przekazali klasztorowi Altdorf (później nazwanemu klasztorem Weingarten) relikwie krwi Chrystusa. Zyskały one dużą popularność. W klasztorze rozkwitał ich kult – obchodzono uroczyście ważne rocznice z nimi związane (m.in. w 1604 800-lecie ich odnalezienia). Ważnym ich elementem stał się Blutritt – coroczna konna procesja z relikwiami, pierwszy raz wzmiankowana w 1529 i już wówczas określana jako stary zwyczaj, w której uczestniczyły tysiące jeźdźców. Po kasacie klasztoru na początku XIX w. nastąpiła przerwa w organizowaniu procesji, lecz wznowiono je w 1849.
Blutritt organizowany jest na ulicach Weingarten co roku, dzień po uroczystości Wniebowstąpienia Pańskiego, jako główny element uroczystości "krwawego piątku". W konnej procesji uczestniczy rokrocznie kilka tysięcy jeźdźców. Procesja trwa kilka godzin, rozpoczyna się i kończy przy kościele św. Marcina (dawnym kościele klasztornym) i prowadzi przez cztery ołtarze. 
W 2020 odmówiono wpisania procesji na Listę niematerialnego dziedzictwa kulturowego UNESCO z powodu braku możliwości udziału kobiet w procesji.